# ハスカップ
ハスカップ（標準和名：クロミノウグイスカグラ〔黒実鶯神楽〕、学名: Lonicera caerulea subsp. edulis var. emphyllocalyx）は、スイカズラ科スイカズラ属の落葉低木。「ハスカップ」というのは標準和名に対する通称である。

## 分類
一般にハスカップとされる植物として、クロミノウグイスカグラのほか、その母種とされる高山性のケヨノミ（学名：Lonicera caerulea subsp. edulis）がある。このほか、近縁でクロミノウグイスカグラ同様ケヨノミを母種とするマルバヨノミ（学名: Lonicera caerulea subsp. edulis var. venulosa）を含める場合がある。ただし、これらは後述するように変異も多く識別が困難であり、分類する必要については見解が分かれている。
以下、本項にて「ハスカップ」は特記ない限り、これらを含む青色の果実をつけるスイカズラ属、 Lonicera caerulea のうち、食用となる種全体を指すこととする。

## 名称
ハスカップは、アイヌ語でこの植物の果実を指す呼び名、ハㇱカㇷ゚（has-kap）に由来する。原義は「枝条・の上・にたくさん〔なる〕・もの」を意味する「ハㇱカオㇷ゚（has-ka-o-p）」とされている。これが北海道に入植した和人によって、いつしか胆振地方東部の方言として取り入れられ定着したと考えられている。
「ハスカップ」の名称が使われだした契機は、1933年（昭和8年）に現在の苫小牧市沼ノ端の近藤武雄がハスカップを練りこんだ羊羹を「ハスカップ羊羹」の商品名で発売したことではないか、と考えられている（後節も参照）。この名称はその後もしばらく地域住民の間ではそれほど定着せず、後述の別名で呼ばれることが多かったが、次第に一般的な名称として定着した。
学名の名の亜種（subspecies; subsp.）名である edulis は「食べられる」という意味である。変種名 emphyllocalyx は「萼が葉状になる」という意である。
標準和名のクロミノウグイスカグラは、近縁で赤い実をつけるウグイスカグラ（Lonicera gracilipes var. glabra）と対比させての命名で、「黒い実のウグイスカグラ」という意である。

### 日本における異名
アイヌ語ではエヌミタンネ（enumitanne）という呼び名もある。これはハスカップのなかでも細長いタイプの果実に対しての呼称で、「頭・粒・長い」を意味する「エヌミタンネ（e-numi-tanne）」が原義とされている。ただし、この呼称はアイヌでの利用例が少なかったとされている。
この呼び名も同様に胆振地方東部の和人の方言にエノミダニとして取り入れられ、その後さらに転訛してゆのみ、よのみといったように呼ばれるようになった。このほか、安平町や厚真町の一部地域では「谷地（湿地）のグミ」という意味でつけられた和名であるやちぐみ（谷地茱萸）や、やちのみ、という呼称もある。これらの呼び名はハスカップという呼称が普及する以前に地元住民によって呼称されていた。
このほか、アイヌ語でコケモモの実を指す「フレㇷ゚（hure-p、「赤い・もの」の意）」と混同されての呼び名であるフレップ、さらにそこから派生したネズミフレップ、という呼び名も存在する。

### 英語圏での呼称
従来ハスカップが自生していなかったアメリカやカナダに園芸品種としてハスカップを含む Lonicera caerulea が導入されるにあたって、日本での通称であるハスカップ（Haskap）がそのまま用いられるケースのほか、ブルーハニーサックル（Blue Honeysuckle）、ハニーベリー（Honeyberry）といった呼称が用いられる。前者は「青いスイカズラ」の意で、ロシア語からの直訳とされている。一方後者は、アメリカオレゴン州の種苗会社がロシア産ハスカップの苗木を自社で販売する際に作った新語であるとされている。

## 分布
厚い火山灰の土層に有機物が堆積し、極めて水はけがよく、2 - 3メートル (m) 内外の樹木の中で日あたりが良く、風当たりが少ない場所に自生する。
北海道を中心とした北日本のほか、シベリア東部、モンゴル、中国東北部、朝鮮半島北部、サハリン（樺太）、千島列島、カムチャツカ半島などに分布する。
日本では、北海道を中心に、本州でも中部以北の高山（岩手県の早池峰山、栃木県の戦場ヶ原など）に自生する。
北海道では檜山・留萌を除く各地に自生が確認されるが、光条件などで他植物との競合に弱いと考えられ、連続的な分布となっていない。ケヨノミが大雪山などの高山帯、クロミノウグイスカグラが釧路湿原などの平地の湿原に自生するが、両者が混在する地域もある。特に胆振地方の苫小牧市、千歳市や厚真町などは、樽前山東麓の火山灰地にあたる勇払原野を有し、かつて自生数が他地域と比して著しく多かったが、後年の開発により急速に自生地は縮小した（後述）。

## 形態

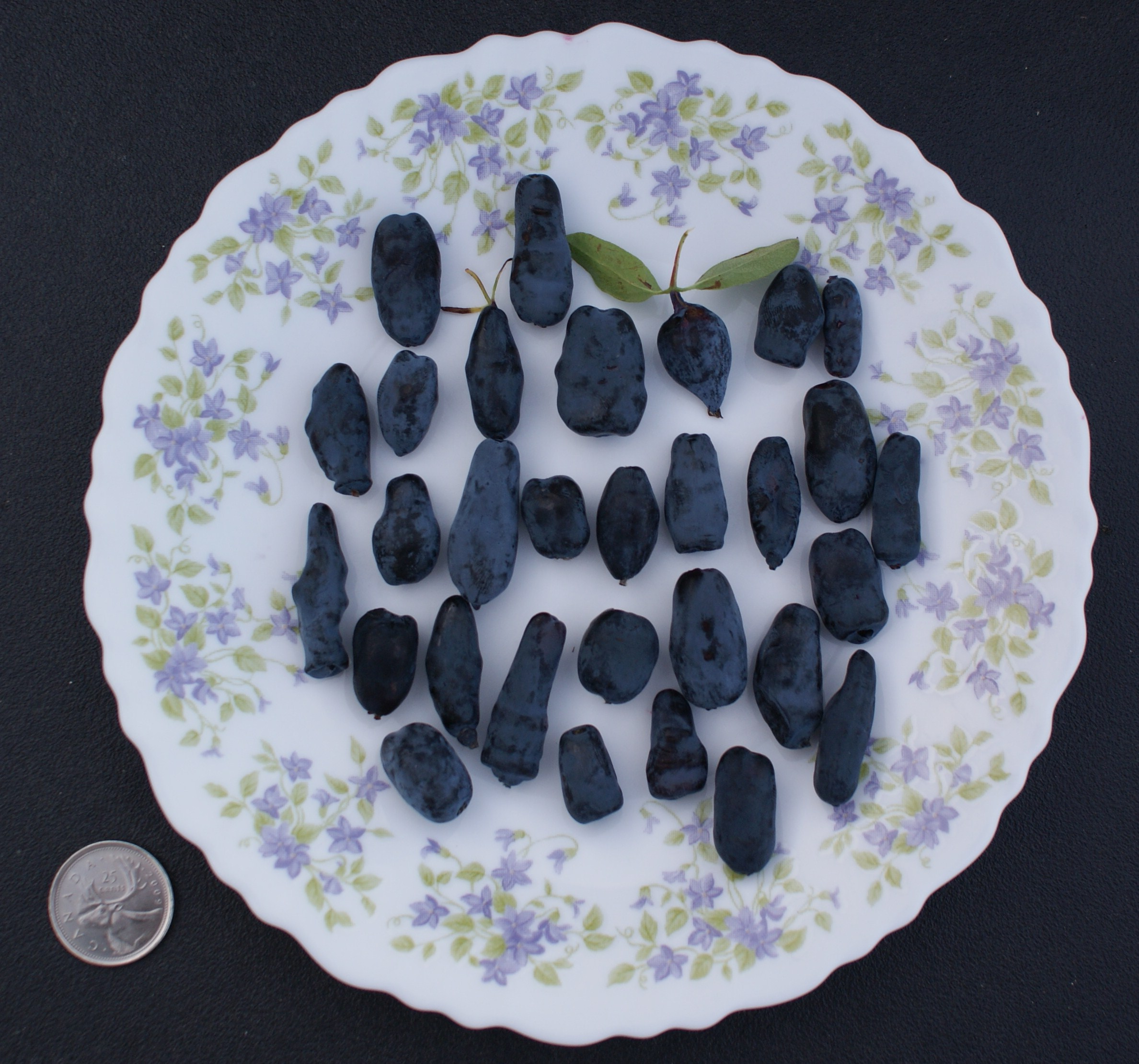
ハスカップにおける果実の個体差

落葉広葉樹の低木で、樹高は1 m  前後で、排水のよいところでは1.5 - 2 m 前後になる。枝は褐色で、古くなると表皮が剥離する。葉は、長さ3 - 8センチメートル (cm) 、幅1.5 - 3.0 cmの楕円形で対生する。葉縁に鋸歯はなく全縁である。ケヨノミについては葉や若枝には毛が密生することがあり、クロミノウグイスカグラとの識別点とすることがあるが、クロミノウグイスカグラにおいても変異によりあるものとないものがある。
花期は5 - 7月頃。1年枝の枝先近くの脇芽に花柄を出し、漏斗円筒状（トランペット形）で先端が5裂した淡黄色の花を、葉腋に2つずつ下向きにつける。この2つの花は根元で子房が小苞の膜で覆われ合着している。
花後にできる果実は液果であり、長さ2 cm ほどの少し細長いラグビーボールのような形をしている。前述のように合着して複合果となっているため一見すると花2つにつき1つが実るように見える。開花から40 - 50日後に成熟して青黒色になり、果皮の表面にブルームを生じる。大きさは野生種の場合12 - 15ミリメートル (mm) 程度で、形状は個体により変異が多く、円形、長円形、円筒形、紡錘形、つりがね形、銚子形などがある。

## 利用
スイカズラ属の植物には有毒のものも多いが、本種は果実が食用となる。
生食も可能であるが、一般に酸度が高いこと、苦みのある場合があること、やわらかく日持ち性が劣ることもあり、加工品とされることが多い（後述）。その他、果実の色素を草木染めの染料として用いることもある。

### 果実の成分
他の果実類に比して、カルシウム、鉄、ビタミンC、α-トコフェロール、食物繊維の含有が多い。詳細は別表の通り。
このほか、果実の苦味の成分として、生薬として利用されるロガニンを含むが、果実より葉に著しく多く分布している。果実にはキナ酸も多く含まれている。

## 栽培
栽培する場合、前述するように風当たりが少なく、水はけのよい土壌を好むため、結実・収量を確保するためにはそれらを考慮した土壌改良や対策が必要である。
栽植については、浅根性であるため浅めに植え、実生苗のように素直に伸びた苗では若干密植し、樹体が大きい場合はやや広めに植えるとよいとされる。後述の栽培品種「ゆうふつ」の場合、樹勢が強いため、株間をやや広めの列間 2.5 m × 株間 1.2 - 1.5 mで栽植するとよいとされる。また、浅根性であることや、土壌の乾燥・雑草との競合に弱いことを踏まえ、管理に気を配る必要がある。
定植後は無剪定で育てると、枝齢が進むにつれ果実が小さくなったり、枝が込み合うなどの弊害が出るため、収量を確保するのであれば、発芽前（4月上旬頃）までに剪定によって新しい枝へ更新する必要がある。
自家不和合性が高い植物であるため、比較的結実しやすい形質を持つようになった栽培品種であっても、収量を確保する場合には受粉樹として他品種株を混植させる必要がある。加えて、訪花昆虫（ハナアブ、マメコバチなど）の活動を促すため防風林や防風ネットの設置も大切である。

### 主な病害虫
灰色かび病、うどんこ病、枝枯れ症、菌核病など5種の病害と、ニンジンアブラムシ、ハマキムシ類、ナミハダニ、カタカイガラムシの一種、毛虫類、ナガチャコガネなど45種の害虫の発生が確認されている。

## 日本国内における利用の歴史

### アイヌとそれ以前の利用
アイヌによる利用については、知里真志保の『アイヌ語辞典』に「ハㇱカㇷ゚」「エヌミタンネ」の解説として「生食していた」との記述があり、萱野茂も「アイヌのコタンでもハスカップを利用し、食べていた」と述べているものの、ハスカップが登場するアイヌ伝承は特になく、伝承に登場するコケモモ（フレㇷ゚）などの植物と比べれば、とりたてて重要視されていたわけではない。
また、北海道では縄文期から縄文人により食されていたとする記述もあるが、1970年（昭和45年）以降の苫小牧市埋蔵文化財調査センターの発掘調査報告書には Lonicera 属は一度も登場しておらず、仮に利用されていたとしても種子が小さいため見つかりにくいのではないかと考えられている。

#### 伝承とその真偽
ハスカップの紹介で、しばしば「アイヌの不老長寿の妙薬」のように紹介されることがあるが、これは後述の苫小牧市の菓子会社三星（以下、三星）が、ハスカップを使用した自社商品の菓子「よいとまけ」を東京の三越日本橋本店で販売する際に、ハスカップに馴染みのない人々に説明・宣伝するために都合の良い話を創作したことを後に明かしている。
また、アイヌに伝わる伝承であるとして、1979年（昭和54年）に苫小牧民報紙上で次のハスカップにまつわる話が紹介された。
これについて、安田千夏は前後して静内（現：新ひだか町）で採録されたハスカップと無関係な海難伝承との類似性や、神社にまつるなど和人文化の影響がある点を指摘し、「アイヌによって語られたものであったとしても、昭和50年代まで語り継がれていた本来の海難伝承から派生したアレンジ」であり、「栄養分析の結果とアイヌの伝承があたかも一致したかのような『よくできた話』がいつのまにか流布して行った、というのが真相なのでは」と分析している。
以上のように、ハスカップはアイヌ文化の上では食用果実のひとつであり、特段「不老不死の妙薬」「神の食べ物」などのように神聖視される食物ではなかった。

### 和人入植後の利用・採集のはじまり
前述のように明治期以降ハスカップが多く自生する勇払原野を中心とする地域にも和人が入植し、野生のハスカップを収穫し食すようになったが具体的にいつだれが食し始めたかについては記録がない。古くから胆振東部地域に入植した人や、第二次大戦後にいわゆる「戦後開拓」で樺太や東京から苫東地区に入植した人々も含め、先住のアイヌから食用であることを伝えられたか、あるいは和人が独自に食用になることを発見し自然発生的に食すようになったと考えられている。
摘んだハスカップは前述のように日持ちしないため家庭で保存食へと加工された。初期はハスカップをそのまま塩漬けしたものや、赤しその葉で包んだハスカップを塩漬けした「紫蘇巻」がつくられ、梅干し・梅漬けの代用品として年中食卓に上った。その後砂糖が比較的手に入りやすくなると、砂糖漬けとしても食べられるようになり、このほか焼酎漬け（果実酒）とすることもあった。
こうした経緯もあり勇払原野を中心とした地域において、下記に示すようにハスカップは身近な存在であったが、第二次大戦後しばらくまでは、あくまで「ハスカップは子どものおやつ」「口に入れられる夏の小果樹」「生活の隣に当たり前にあった雑木（または、その果実）」といった地位に過ぎなかった。
一方で、ハスカップの木は開拓の邪魔ともなり、次のような証言が残されている。
加えてハスカップの塩漬けに対しては貧困を想起させた面もあり「アルマイトの弁当箱にハスカップが入っていると、梅干しも買えない家庭の子だと思われるので隠して食べた」という証言もあり、必ずしも肯定的なイメージばかりではなかった。
また、前述したように道内各地にもハスカップは自生があるが、勇払原野のように利用されるまでには至らなかったケースが大半である。
この点について小玉愛子は、道内他地域では被度・群度が勇払原野周辺と比べて低く、加えて勇払原野の個体と比べて実が小さく貧弱な個体が多いこと、湿原と住民との距離感の違いが影響したのではないかと推察している。

### 「原野採り」の最盛期
以上のように勇払原野を中心とした地域では、ハスカップを食用としていたこともあり、かつてハスカップの実がなる季節に原野に野生のハスカップを摘みに行く文化があった。例えば、厚真町には次のような話が伝わっている。
第二次大戦後すぐぐらいまでは、あくまでこれは「子どものおやつ、宝探し」程度の位置づけで、小学生が旧日本軍兵士が用いていた飯盒やアルマイトの弁当箱に実を入れて集めているような規模のものであった。しかし一方で、第二次大戦末期の1945年（昭和20年）の夏には日本陸軍が女学生に対し梅干しの代用として用いるハスカップの収穫を命じ動員した話が伝わるほか、第二次大戦後すぐの1947年（昭和22年）頃の現・苫小牧市立沼ノ端小学校では「ハスカップ休暇」として、ハスカップの最盛期の7月に3日間休校し、児童をハスカップの摘み取りに行かせた、という記録も残っている。
これが変容したのは昭和30年代で、このころに入ると、三星が自社の菓子原料として、採集したハスカップを買い取る動きが生じた（後述）。それ以前から、原野で採集されたハスカップの買取り・取引は各地で行われていたが、これによりハスカップ摘みは夏場の小遣い稼ぎを目的として、主婦や老人・小学生の間で急激に増え、大規模化した。時期になると自生地を通過する苫小牧市営バス路線にはハスカップの採集を目的に、乗る人々の行列ができるほどであった。採集に向かう人々は「ガンガン部隊」と呼ばれ、一斗缶や牛乳缶を背負い、長袖のヤッケに長ズボン（もしくはつなぎ）に長靴、そして腕抜き・足抜きをした姿で藪を漕ぎ、ハスカップを採集した。
三星によると、当時は毎年8 - 10トンのハスカップを勇払原野の野生株からの採集で賄っていたという。

### 商業的な加工品の製造

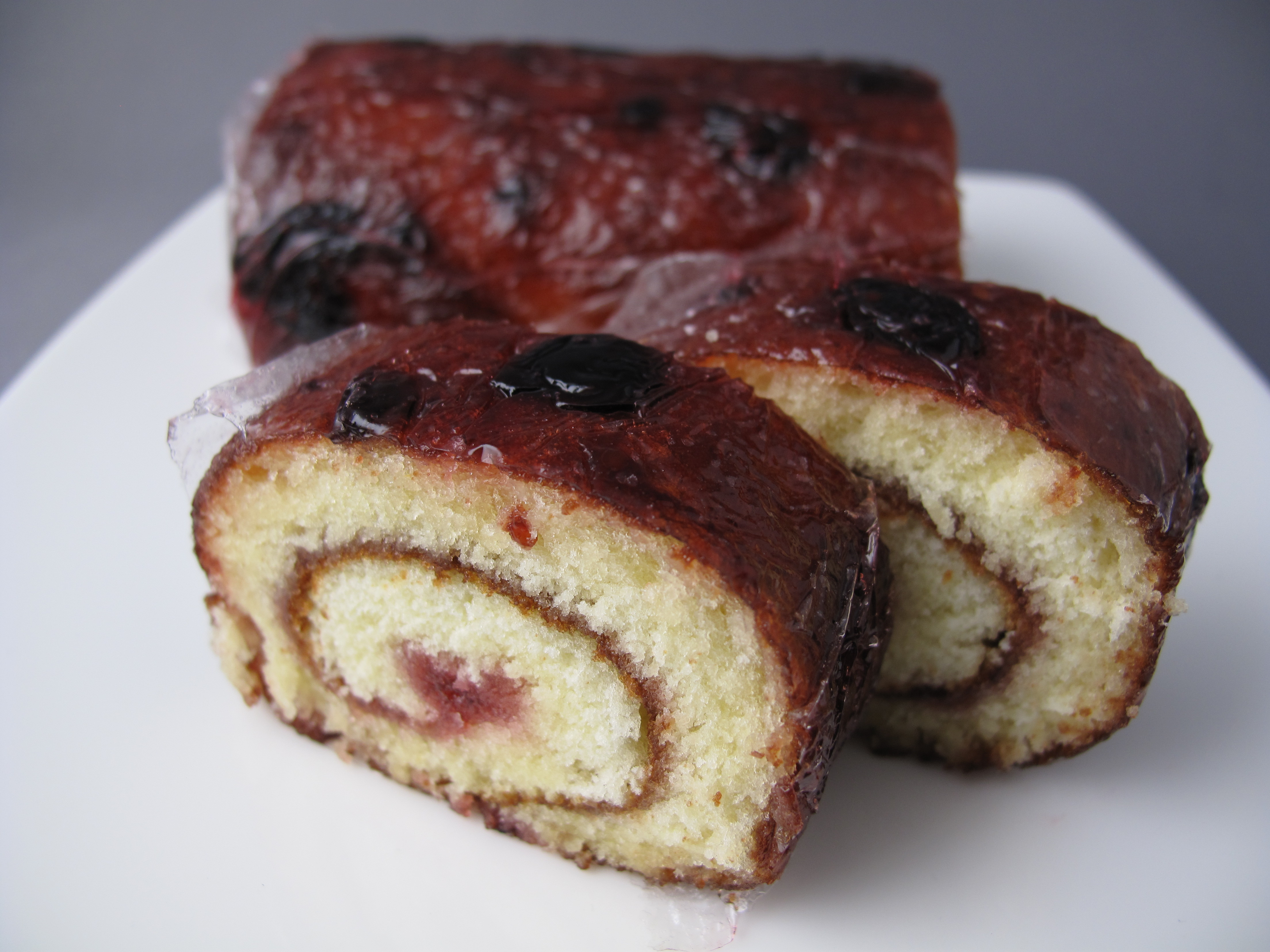
代表的な北海道苫小牧銘菓のひとつである「よいとまけ」（三星）　にはハスカップが用いられている。

商業的な加工の始まりは1933年（昭和8年）に現在の苫小牧市沼ノ端に所在する室蘭本線沼ノ端駅前の商店「近藤待合」の近藤武雄が、周辺に自生するハスカップを利用できないか、と考案・発売した、「ハスカップ羊羹」と「ハスカップ最中」とされている。このうちハスカップを練りこんだ白餡でつくられた「ハスカップ羊羹」は1935年（昭和10年）に北海道主催の北海道工業振興博覧会で道産有功賞を受賞し、翌1936年（昭和11年）9月に陸軍特別大演習のため来道した昭和天皇に献上され、のちに宮内省から表彰されている。また、1943年（昭和18年）には、ジャムやジュースの製造も開始されたが、太平洋戦争が激しさを増し砂糖の配給が途切れたことで、同年中あるいは翌年ごろ製造が中止されている。
戦後に入ると、1953年（昭和28年）に苫小牧市の菓子会社小林三星堂（前述の三星の前身）がロールカステラの表面にハスカップのジャムを塗った「よいとまけ」を考案した。「よいとまけ」はその後当地を代表する銘菓となり、ハスカップの知名度向上に貢献したが、一方で前述のように販売促進にあたって架空の誤ったアイヌ伝承が作られ、それを広めてしまったという側面もある。
今日ではその他、ジャム、ジュース、ソース、ワイン、リキュール、酢などに加工されているほか、菓子メーカー各社により、ハスカップ風味のグミ、ガム、キャラメル、チョコレート、アイスクリ－ム、ケーキ等が製造・販売されている。2018年（平成30年）現在では、ハスカップの出荷量88.3トンのうち、約4割に当たる35.9トンが加工向けとなっている。

### 「原野採り」の終焉
1970年（昭和45年）に第3期北海道総合開発計画が閣議決定され、それに基づく苫小牧東部大規模工業基地開発基本計画により勇払原野の自生地は開発対象となり、同年には苫小牧市弁天・静川・柏原のすべての農地が買い上げが決まった。これに対し苫小牧市では市民団体からハスカップ保護の要望が寄せられ、苫小牧市では1973年（昭和48年）3月に「ハスカップ移植協議会」を設立した。また、開発を手掛ける第三セクター苫小牧東部開発（当時）では、同年から1980年（昭和55年）にかけ自生地からのハスカップの搬出・移植を手掛け、約37,000本が道内各地の個人・団体に引き取られた。
このころはまだ、移植しようとする人々に「そんな雑木、どうすんだ」や「わざわざ栽培なんてしなくても、そのへんになんぼでもある」と言った声も向けられたが、これらの出来事を経て、ハスカップは「目の前から遠ざかって行くことで強く再認識された、故郷の原風景のアイコン」となっていった。

### 栽培の始まり
入植した和人にもハスカップが身近な存在となると、趣味の園芸の一環として、庭への移植、あるいは挿し木による増殖も行われるようになっていたが、栽培の始まりとしては1953年（昭和28年）に勇払川上流から自生株を移植したのが最初とされている。また、千歳市でも1960年代には篤農家が栽培を始めていたとされる。
栽培が本格化する契機となったのは前述のように勇払原野をはじめとする自生地域の開発により自生域が大幅に縮小したこと、および国の減反政策に伴う新たな水田転換作物への需要である。三星で工場長を務めていた山口晃は次のように証言している。
また、三星でも野生株からの調達が困難となり、1975年（昭和50年）ごろから美唄市の北海道立林業試験場（現：北海道立総合研究機構〔道総研〕森林研究本部林業試験場 以下、道林試）の協力を得て、勇払原野の野生種から苗木を作り、1977年（昭和52年）に美唄市内で栽培を始めることとなった。
千歳市においても1979年（昭和45年）ごろから千歳市農業協同組合（現：道央農業協同組合）が、減反政策に伴う水田転換作物として市内の中長都・泉郷地区で転作田にハスカップを栽培する試験を開始し、その後市としてもハスカップの栽培を奨励し、千歳空港・航空自衛隊千歳基地・陸上自衛隊北海道大演習場周辺から3000株を移植して、根志越・祝梅地区を中心に栽培が始まった。このほか、1982年（昭和57年）には厚真町でも「厚真町ハスカップ生産振興会」が発足し、栽培が本格化している。
以降、ハスカップは稀少価値があり単価の高い作物であったことから、水稲からの転換作物として道央・道北・道東に栽培が広がり、初期の1980年（昭和55年）の時点で栽培面積は13 haであったが、1990年（平成2年）には167 ha に達した。
一方で、生産面積の拡大は需給バランスの崩壊を招き、取引単価は暴落した。加えて、水田から転作した圃場を中心に、根部を害虫のナガチャコガネに食べられる被害が広まったが、これには有効な対策がなかった。以上が重なり生産者の意欲は減退し、生産量は徐々に減少した。加えて1993年（平成5年）の大冷害を受けた政府の減反緩和策により、ハスカップに転作した圃場を再び水田として復旧する事例が増え、1994年（平成6年）の栽培面積は 108ha にまで減少した。
その後1998年（平成10年）頃などにもブームが起き、飽きられてまた価格が下がるといった事象が繰り返され、2003年（平成15年）には栽培面積が全盛期の半分以下の 60haまで縮小した。その後は需要拡大もあって栽培面積は回復し、2018年（平成30年）産の国内におけるハスカップは、生産面積109.2 ha、収穫量107.7トンに回復している。このうち同年時点で生産面積が最大なのは厚真町で、栽培面積は33 ha に達し従事する農家は100戸を超えるが、ハスカップ専業は少なく、大半は水稲や野菜などとの兼業でハスカップを生産している。

### 日本国内における栽培品種の誕生
当初の栽培は、前述のように野生株を畑に移植した株、またはそれらの挿し木による増殖株、それらの交雑実生株により行われていたが、株ごとの変異により、果実の大きさや色付き、苦み、果莢付着など品質のばらつきがあった。このために農家の間では「当り外れのある作物」という認識が強かった。また、野生種は酸味が強く、生食に適さないとする向きもあった。このため品質の均一化、良食味、輸送に適した硬さのある果実を目指して、研究機関や農園により選抜が行われ、栽培品種が誕生している。以下に国内でこれまでに「クロミノウグイスカグラ」として種苗登録された4品種を中心に記述する。

#### ゆうふつ
北海道立中央農業試験場（現：道総研中央農業試験場 以下、中央農試）が開発した、国内初の登録品種。
中央農試には、1967年（昭和42年）に苫小牧市沼ノ端のハスカップ自生地から採取・保存した株、およびその実生株60系統があり、1978年（昭和53年）から調査が行われてきた。
1984年（昭和59年）に本格的な品種改良が開始され、1986年（昭和61年）には収量の高い3系統（HC1～3）、比較系統とする13系統（在来1号～13号）を選抜し、これらは各地で試験栽培が開始された。結果、選抜系統HC1が他と比較して「果実が大きく、安定して多収を示す」など適応性が高いことが示され、1990年（平成2年）3月に北海道優良品種に採用、1992年（平成4年）1月16日に「ゆうふつ」と命名の上種苗登録（種苗登録 第3033号）された。
自家結実率は試験では4年平均28％、最高で39％（一般に数％以下）と比較的高く、自然受粉による結実も良好である。このため収量も従来比で約1.5 - 2倍と非常に高くなった。加工用と位置付けられており、糖度自体は比較系統と同等とされたが、酸含有量が低く、完熟果であれば十分生食可能とされた。

#### あつまみらい・ゆうしげ
厚真町のハスカップ栽培農家「ハスカップファーム山口農園（以下、山口農園）」で選抜された株から登録された、国内2番目・3番目の登録品種。厚真町内のみで増殖・栽培が許可されている地域限定品種であり、増殖に用いる挿し木は原則とまこまい広域農業協同組合厚真町ハスカップ部会員のみが購入可能であり、非部会員向けの苗木販売は前述の町内のみでの増殖・栽培の制約付きで厚真町民向けに行われているのみである。現在、厚真町の90軒近くの農家が栽培を行っている。
山口農園でのハスカップ栽培の始まりは、兼業水稲農家の山口家で山口美紀子がその両親とともに1978年（昭和53年）から勇払原野から野生種のハスカップ株、約1千本を畑に移植したことに始まる。
美紀子は、当時のハスカップの品質のばらつきから、「味の良くないハスカップを栽培していては需要を伸ばすどころか、客離れにつながる」と考え、同年から自分が畑に移植したハスカップ株の果実を2人の息子に小遣いを払って味見させ、苦みや酸味の強い果実がなる株を淘汰していくことで、約30年の歳月をかけ糖度が高く、かつ大粒な果実のなる、優良な系統の株を30株まで絞り込んだ。
その後、厚真町で2002年（平成14年）頃からハスカップの優良系統の調査が始まり、改良を進めていた4軒の農家のうち、山口農園から果実の大きさ、食味の良さなどの点が最も優秀と思われる2種が選ばれ、2008年（平成20年）6月5日に、美紀子の息子の一人であり、前年に就農した善紀の名義で、2つをそれぞれ「あつまみらい」「ゆうしげ」として種苗登録を出願し、翌2009年（平成21年）12月21日に種苗登録された（それぞれ、種苗登録 第18718号・第18719号）。
「あつまみらい」「ゆうしげ」とも、果実が2.5cm程と大粒で、糖度はリンゴやナシと同等の12度以上に達する。前者が酸味を併せ持つ一方、後者は酸味が少ない。2品種を登録したのは、消費者に酸味を好む人と好まない人がいること、前述した自家不和合性の問題を緩和するためである。

#### みえ
苫小牧市のハスカップ農家、黒畑ミヱによって育成された品種。
黒畑は1947年（昭和22年）に樺太から家族で引き揚げたのち、1953年（昭和28年）に現在の苫小牧市弁天の開拓地に入植、酪農業を営んでいた。
しかし、苫東地区の開発に伴い、1971年（昭和46年）に市内の錦岡地区（現：ときわ町）に移住を余儀なくされ、その際に得た土地（約5ha）では酪農が出来なかったことから、弁天に多く自生していたハスカップを移植し、ハスカップ農家に転身、栽培を始めた。
その後、黒畑は夫と共にハスカップを挿し木で増殖し、そのうち自身の名前から「みえ」と名付けた品種は、黒畑敏江により種苗登録が出願され、2012年（平成24年）3月19日に登録された（種苗登録 第21661号）。果肉の甘みは「低」とされ酸味がやや多いが、果実が比較的硬く、日持ちする。

#### その他
種苗登録はなされていないが、このほかにも優良系統の選抜や増殖が行われている。千歳市農業協同組合（当時）では「ゆうふつ」の開発と同時期の1983年（昭和58年）から、優良系統を選抜し、組織培養により増殖した苗を栽培農家に配布している。組織培養による増殖はこのほか、道林試でも行われている。

## 関連する文化

### 市町村の花に制定している自治体
北海道苫小牧市が1986年（昭和61年）9月27日に「市の木の花」としてハスカップの花を制定している。

### マスコットキャラクター
ハスカップの産地となっている市町村等において、ハスカップの意匠が取り入れられたマスコットキャラクターが登場している。詳細は各記事も参照。
- とまチョップ（苫小牧市）
- しょさまる（初山別村）[67]
- あつまるくん（厚真町）[21]
- ゆう（リトルベリーズ）

### 花言葉
ハスカップの花言葉は「愛の契り」とされている。これは前述のように2つの花から1つの果実が結実するように見えることによる。

### ハスカップの日
日本記念日協会により7月7日が「ハスカップの日」として登録されている。
この記念日は、美唄市農業協同組合、とまこまい広域農業協同組合厚真町ハスカップ部会、ハスカップ協会、の3者連名で申請を行い、2021年（令和3年）4月30日に認定されたもので、「『ハスカップ』の魅力をより多くの人に知ってもらい、味わってもらうのが目的」とされた。
7月7日は新暦における七夕であることから、前述の花言葉「愛の契り」に因んで「織姫と彦星のように離れた二人が出会える日」として、またハスカップの収穫時期に重なることからこの日が選ばれたとされている。

### 交通機関の愛称
道南バスが札幌市と苫小牧市を結ぶ高速バスに「高速ハスカップ号」の名称を用いている。

### その他
苫小牧市の観光親善大使は2003年（平成15年）から名称が「ハスカップレディ」となっていた（2021年〔令和3年〕廃止）。

## 日本国外における利用

### ロシア連邦
ロシアではその耐寒性とビタミンCの豊富さに着目し、19世紀のロシア帝国末期から植物園や熱心な園芸家によって栽培が始められていた。ソ連時代の1950年代からは、サンクトペテルブルクの連邦植物栽培研究所（バビロフ研究所）を中心に野生種の採集・育種が行われている。

### アメリカ合衆国・カナダ
もともと北アメリカにはハスカップの自生はないが、ロシア産・北海道産の苗木の輸入や営利栽培・家庭栽培のそれぞれに向けた新品種の育成が行われている。